# Bajza
Bajza (albanska: Bajzë med böjningsformen Bajza) är en stad i Kastrat kommun, Malësia e Madhe distrikt, Shkodër prefektur i norra Albanien. Bajza har 2 346 invånare.
Bajza ligger vid Europaväg 762. Vägen ger goda kommunikationer till den närliggande staden Kopliku, söderut i Albanien samt till Podgorica i Montenegro i norr. Bajza är även den enda järnvägsknutpunkten mellan Albanien och Montenegro.